# Lastebasse
Lastebasse (Lastebase in veneto) è un comune italiano di 177 abitanti della provincia di Vicenza in Veneto.

## Geografia fisica
Lastebasse si estende sul versante destro dell'alta val d'Astico, a ridosso del confine con il Trentino. Ad eccezione di alcuni pianori del fondovalle e dell'altopiano dei Fiorentini (che si trova sulle alture a sud del centro), tutto il territorio si caratterizza per i pendii scoscesi che degradano da sud a nord a partire dall'altopiano di Folgaria.
L'area delle malghe di oltre 1.000 ha, è situata sull'altopiano e compresa tra le località Fratte, Bosco Scuro, Costa, Restele, Valle delle Lanze, Costa d'Agra e Coston; per la maggior parte è di proprietà privata.

## Origini del nome
Secondo lo storico vicentino Gaetano Maccà, il nome "Laste" deriva dalle lastre di pietra levigata, presenti in fondovalle e lambite dal fiume Astico.

## Storia

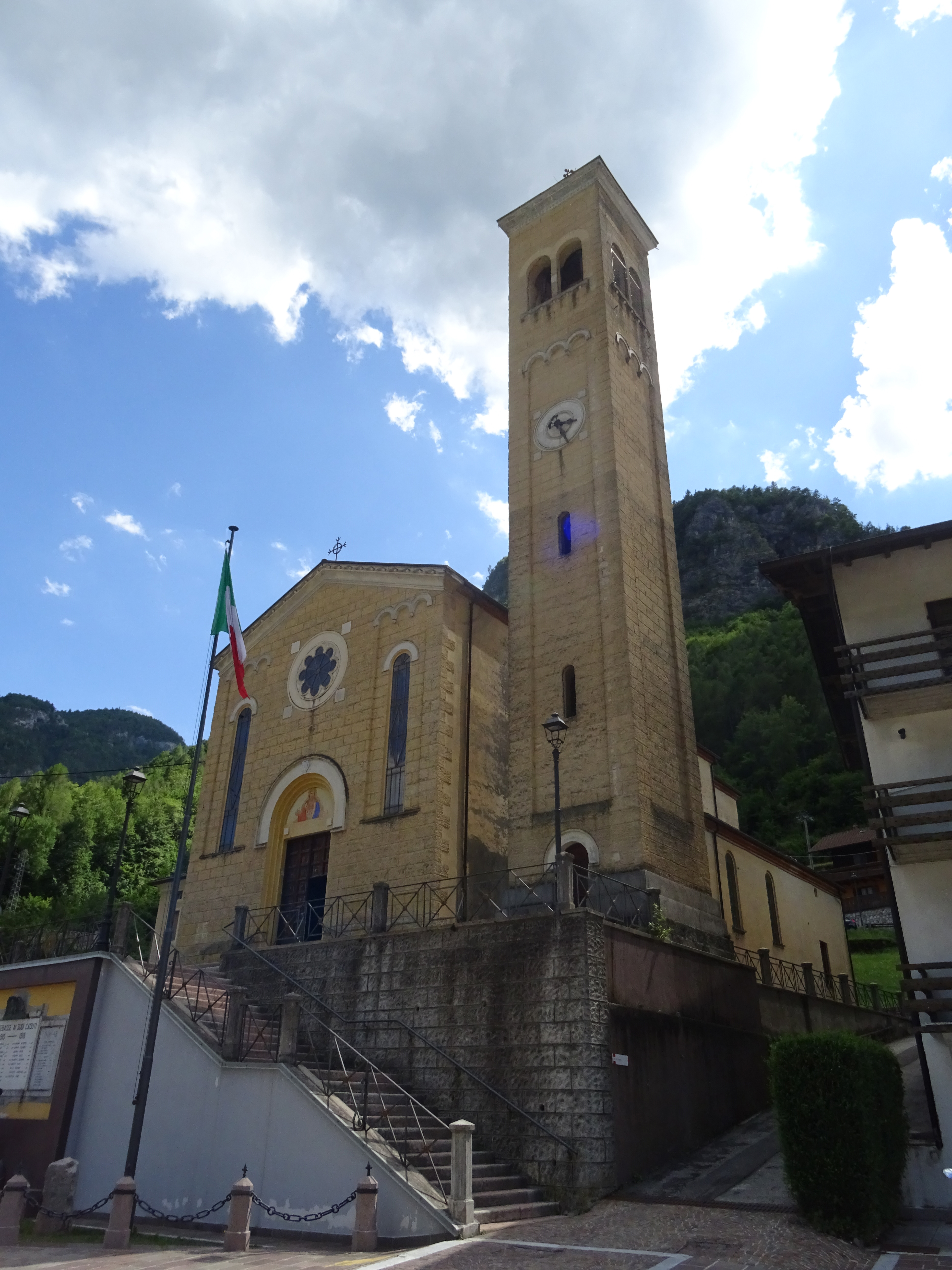
La chiesa parrocchiale di San Marco

Fin dall'antichità la storia di questo territorio è stata caratterizzata da controversie tra le popolazioni di etnie e culture diverse e, soprattutto, tra chi deteneva il potere, anche con lo spostamento dei confini.

### Epoca antica
Durante la Preistoria il territorio fu abitato sin dal paleolitico. Il popolamento fu favorito dalla presenza di numerosi covoli (caverne) che potevano essere utilizzati come rifugi. Più tardi venne abitato dagli Euganei, dopo l'insediamento dei Veneti nella pianura vicentina.

### Epoca medioevale
Il possesso dell'altopiano di Tonezza-Fiorentini-Folgaria e del fondovalle della Valle dell'Astico fu oggetto di aspre contese fin dal medioevo. Il termine più attestato per indicare tale area è la terra delle Laste, usato anche dal Caldogno.
La strada che collega Restele con il passo Sommo di Folgaria sembra quasi la linea di demarcazione tra le Laste Alte (o di Sopra, a monte della strada, il vasto altopiano) e le Laste Basse (o di Sotto, a valle, parte ripida e scoscesa che precipita nel sottostante Astico). Gli abitanti delle Laste, provenienti dal veronese (già nel 1000), da Folgaria stessa o dall'alto vicentino attorno al '500-'600 cominciarono ad essere chiamati dal nome della loro terra: i Lastarolli. Le località in cui vivevano erano Busatti, Giaconi, Snideri, Posta, Tamburinari, Montepiano a fondovalle, S. Fermo e Rustico in altopiano, tutti contadini e pastori salvo pochi addetti ad attività artigianali.
Nel Basso Medioevo fu feudo dei conti di Velo, signori dell'Alto Vicentino, spesso in lotta con i conti di Beseno di Folgaria, per il possesso della parte montana di un territorio "carico di altissimi pezzi, abeti, larici e faggi mirabili" e "ricco di boschi di squisita bellezza e bontà, che per esservi erbe eccellenti rendono ottimi frutti".
Per la gestione del territorio già nel 1188 gli uomini di Folgaria avevano giurato fedeltà ai conti Velo e nel 1202 un instrumentum aveva sancito il confine settentrionale del territorio vicentino assegnandolo alla Comunità di Arsiero. Il territorio avrebbe potuto essere amministrato in accordo con i Velo, ma pochi anni dopo i signori di Beseno iniziarono a minacciare la terra delle Laste, per porre il confine in Val Lozza. Nel 1222 i Beseno fondarono la Comunità di Folgaria rivendicando diritti sulle “selve di Pioverna”, le “cime dei monti” fino al “fondo dell'Astico”.
Iniziarono quindi le dispute. Nel 1285 “Folgaria prestò giuramento di fedeltà e di vassallaggio a Guglielmo di Castelbarco, signore di Rovereto”, casato che agli inizi del '300 acquistò Castel Beseno mantenendolo fino al 1456.
Nel XIII secolo il territorio passò al comune di Vicenza, con il quale condivise le sorti nei secoli successivi. Fu comunque oggetto di continue controversie con il signore di Beseno; lastarolli e folgaretani si contendevano l'uso civico dei pascoli e dei boschi, ricorrendo alla giustizia.
A quel tempo l'abitato non si trovava nella posizione attuale ma, come scrive il Maccà, "assai più in alto in faccia alla chiesa di San Sebastiano, curazia della chiesa parrocchiale di Folgaria, e l'Astico era quello che divideva le dette Laste Basse, ch'erano in numero di 44 case con un picciolo oratorio dedicato a San Fermo".
Verso la metà del Trecento, durante la dominazione scaligera, il territorio di Lastebasse fu sottoposto, sotto l'aspetto amministrativo, al Vicariato civile di Schio e tale rimase sino alla fine del XVIII secolo.

### Dominio veneziano

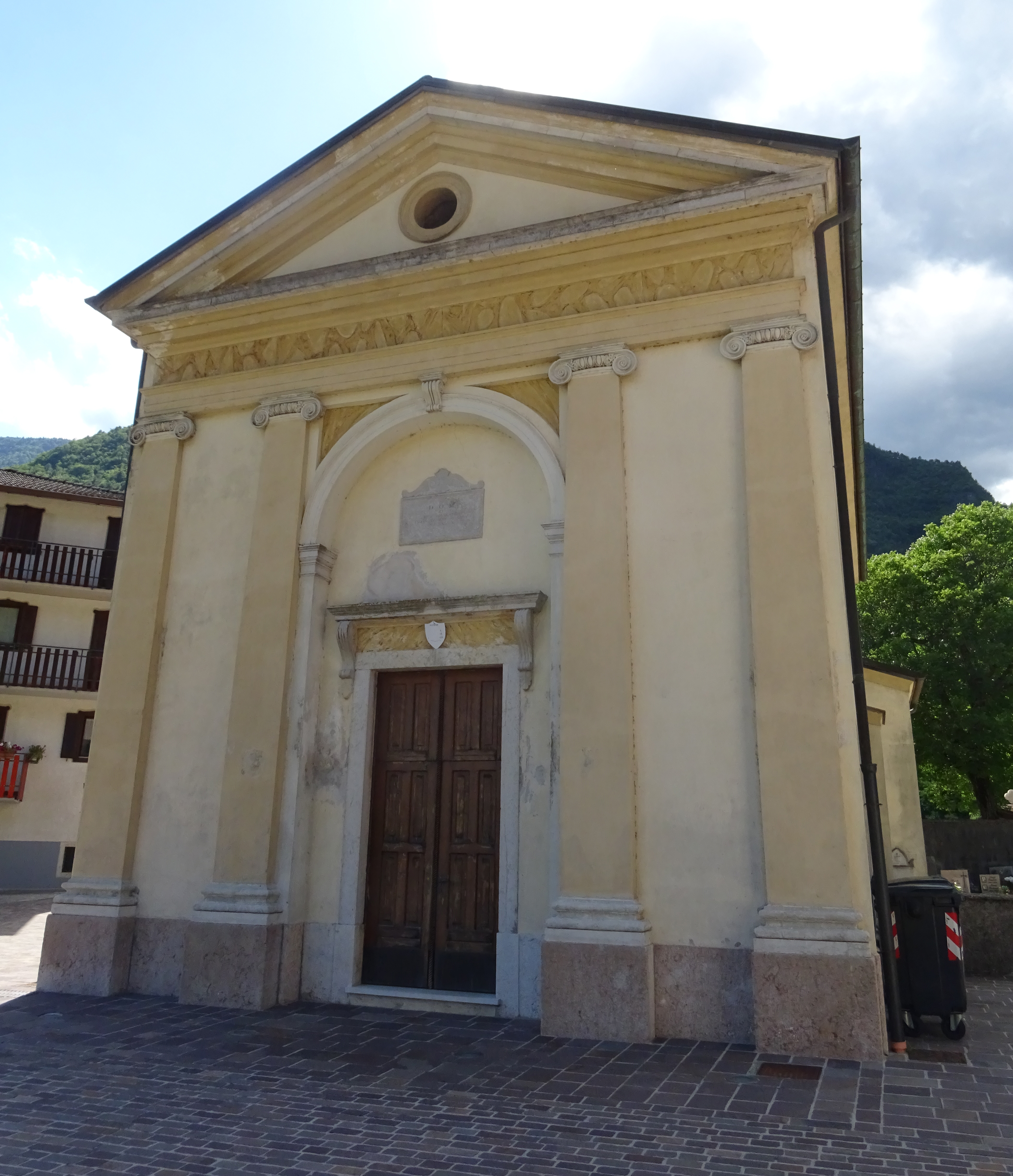
L'oratorio di San Prosdocimo nella frazione di Ponteposta

Le controversie continuarono anche dopo il passaggio del Vicentino, nel 1404, sotto la Repubblica di Venezia.
Nel 1430 Venezia estese la sua influenza sulla Val Lagarina: inviò Andrea Mocenigo, Capitano di Padova, per assegnare “la Valle Orsara e le Laste ai vicentini”, e il doge Foscarini concesse a Folgaria l'emancipazione dai Castelbarco. Nel 1448 la Serenissima decise di vendere alla Città di Vicenza la Montagna delle Laste, mentre nel 1470 i conti Trapp, subentrando ai Castelbarco, cominciarono a rivendicarne antichi diritti sul territorio. Nel 1535 le dispute confluirono nella “Sentenza Tridentina”, che diede tra l'altro le Laste Alte a Vicenza, l'utile dominio a Folgaria e condannò i Trapp al risarcimento danni, ma questi non rispettarono la sentenza e le angherie proseguirono.
Nel settembre 1605 ci fu pertanto la storica “sentenza roveretana”, che decise lo spostamento dei confini, confermò le Laste Alte a Vicenza, diede a Folgaria le Laste Basse e il territorio chiamato delle "sette montagne" e riconobbe a Venezia la sovranità sulle montagne vicentine. Ma mentre Lastebasse nel 1612 si ergeva a comune veneto autonomo da Folgaria, quest'ultima impediva ai Lastarolli "la fruizione dei boschi e dei pascoli comunitari", tanto che per difendersi nel 1610 costituirono con Tonezza una milizia volontaria di 125 archibugeri.
Tra il 1750 e il 1754 si tenne il "secondo convegno di Rovereto" tra la Serenissima e il Sacro Romano Impero indetto per porre fine alle liti territoriali tra i lastaroli e gli abitanti della vicina Folgaria: venne imposto ai lastarolli di abbandonare il paese. Il 12 maggio 1752, mentre gli uomini del villaggio erano scesi al mercato di Thiene, una spedizione distrusse le 44 case del villaggio e la popolazione di donne, bambini e anziani venne deportata a valle. Da questo spostamento a valle del nucleo abitato deriva l'attuale toponimo (laste è invece un riferimento ai piani rocciosi che caratterizzano il territorio).  L'Austria risarcì questa distruzione con 15.900 fiorini, ma non ripagò la perdita del territorio.
Il paese venne ricostruito a spese della Repubblica Veneta intorno al 1760 nella posizione attuale, sulle rive dell'Astico dove fino a quel momento vi erano solo i sassi di una frana staccatasi dalla montagna, posizione molto più arida di risorse rispetto alla precedente. La Repubblica, per sostenere i lastaroli, acquistò per loro dal comune di Vicenza la montagna delle Laste Alte, spendendo il risarcimento dato dall'Austria. Tale era comunque la povertà che "una volta l'anno - e anche due in caso di carestia - la Serenissima passava a questo povero comune 100 staja venete di sorgo". Ad ulteriore compensazione, Venezia staccò da Brancafora le tre contrade di Tamburinari, Montepiano e Posta e le diede a Lastebasse.

### Ottocento
Folgaria nel 1814, divenuta austriaca, distrusse le pietre di confine alla Porta del Leon (sopra Buse) e in Valle Orsara. Dopo essere passata sotto Rotzo (1818), Lastebasse nel 1843, quando ormai il Veneto era sotto il Regno Lombardo-Veneto e quindi apparteneva all'Impero asburgico, vide arretrare il confine provinciale su quello comunale da parte della Cancelleria Aulica: fu spostato il confine e il territorio delle "sette montagne" fu annesso al Trentino. 
Ritornata comune autonomo nel 1850, dopo l'annessione del 1866 chiese inutilmente al Regno d'Italia il ripristino del confine sulla linea Monte Maggio-Valle Orsara. Infine nel 1868 l'istituzione della dogana a Busatti rese la vita impossibile per la presenza del confine e del fossato a ridosso delle case, pertanto nel 1882 furono i Lastarolli a far saltare i cippi confinari. Nel 1887 la risposta positiva del Governo Regio di ripristinare la distinzione tra confine comunale e statale sfumò in un nulla di fatto. Il deputato radicale Matteo Renato Imbriani evidenziò il problema di Lastebasse ponendo la questione al governo, collegandolo al caso dell'isola di Pelagosa, e originando una discussione in merito presso la Camera dei Deputati del 1894, che tuttavia non portò ad alcun provvedimento concreto. Agli inizi del '900 la vicenda confinaria si intersecò con la realizzazione della cosiddetta "linea dei forti", soprattutto i forti Cherle, Campomolon e Belvedere.

### Novecento

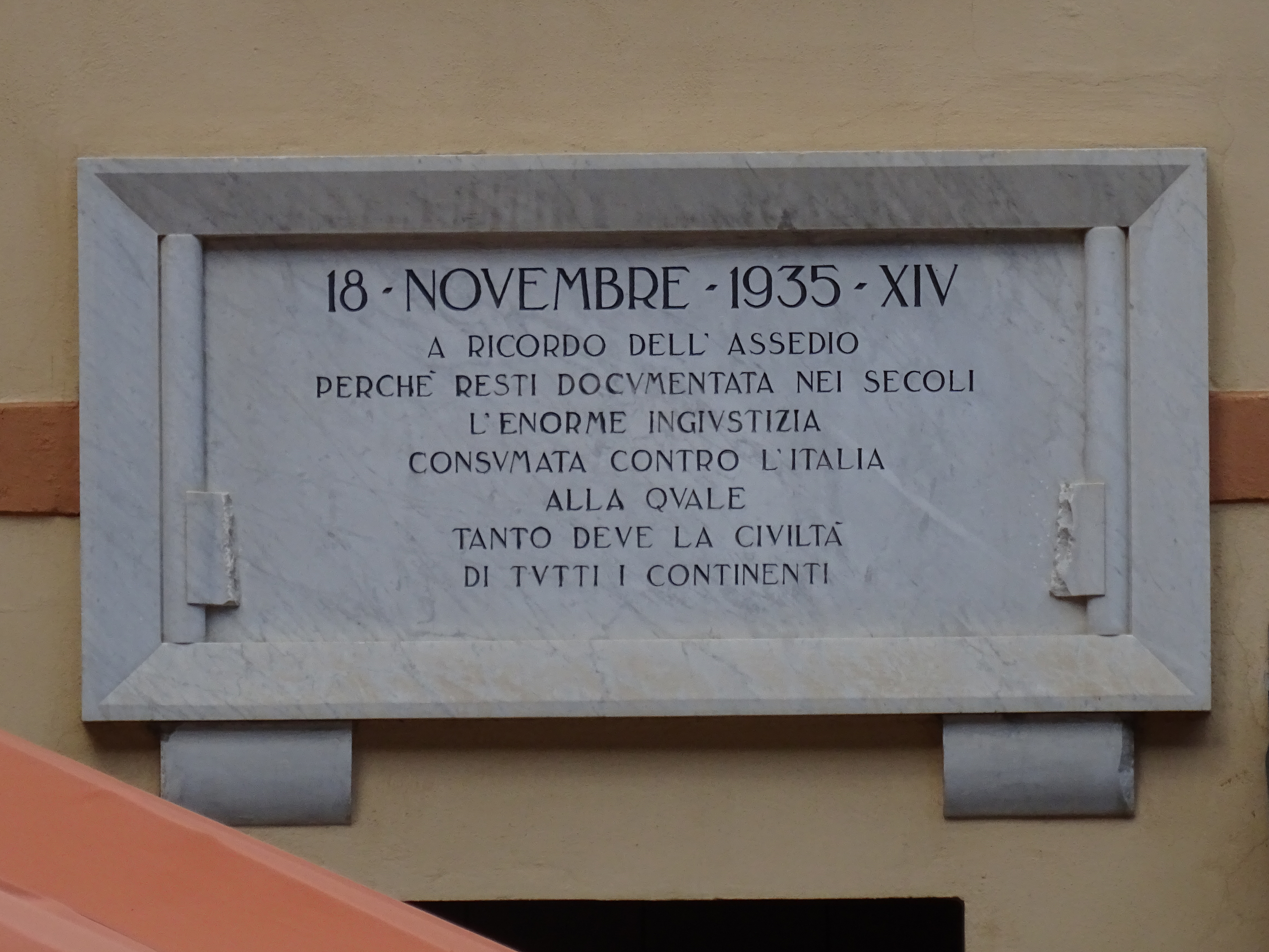
Targa affissa sul municipio, che ricorda le sanzioni ricevute dal Regno d'Italia per via della guerra d'Etiopia

Durante la prima guerra mondiale la vicinanza al fronte provocò la completa distruzione del paese, della chiesa, delle case e di alcuni opifici sorti lungo il torrente, insieme con il danneggiamento dei boschi e dei campi. La Grande Guerra provocò l'esodo, il secondo, dei cittadini di Lastebasse. Chi dal 1919 ebbe la fortuna di ritornare, riprese le rivendicazioni.
Nel 1923, in una nazione vittoriosa sull'Austria, si giunse vicini ad un accordo: Vicenza e Trento discussero fino alla proposta di concedere a Lastebasse la “Fittanza”, area di dirupi rifiutata dai vicentini. Nel 1932 sembrò vicina la soluzione grazie al Prefetto dott. Francesco Piomarta, ma non si giunse a una soluzione conciliativa.
Nonostante la ricostruzione dell'abitato, il paese rimase così povero che la popolazione cominciò ad emigrare in massa, spopolamento che continuò anche dopo la seconda guerra mondiale.
Concluso il secondo conflitto mondiale, ritornò più pressante la carenza di risorse e il conseguente malcontento, tanto che nacque una sorta di società segreta, l'“Orsara”, che si prefiggeva la riconquista delle terre usurpate tramite atti dimostrativi. L'Amministrazione comunale, non condividendo questa soluzione, decise di cercare altre vie. Su consiglio di esperti si decise di rivendicare l'uso civico delle montagne di Folgaria e nel 1952 ne rivolse istanza al Commissariato agli Usi civici di Milano. A tal fine venne designato il Ministero dell'Agricoltura e Foreste quale autorità competente, che nel 1971 diede incarico al Commissario agli Usi Civici di Venezia. Dopo alterne vicende nel 1997 fu nominata una Commissione tecnica d'Ufficio di esperti scelti tra i ricercatori dell'Università di Trento.
Nel 1998 la commissione giunse a queste conclusioni: il comune di Lastebasse ebbe origine da quello di Folgaria condividendone il demanio civico fino al 1751; tale uso civico non si limitava alle terre sul versante destro dell'Astico (per le quali ebbe il risarcimento di 16.000 fiorini), ma anche sul versante sinistro. 
Sulla base di tali conclusioni dapprima il Giudice di Venezia indicò al comune di Folgaria un risarcimento a quello di Lastebasse di dieci milioni di euro per la mancata liquidazione dei diritti di tale uso civico, poi, dopo una serie di alterne vicende, nel 2008 si giunse ad una transazione: la Provincia autonoma di Trento corrispose al comune di Lastebasse tre milioni di euro, quest'ultimo rinunciò a rivendicazioni sul territorio di Folgaria. La transazione si inserisce in un accordo di integrazione turistica a investimento congiunto previsto dal Piano di Sviluppo turistico e valorizzazione ambientale del 2004 della Provincia di Trento, che prevede piste da sci, impianti di risalita e strutture nell'area lungo il confine (delibera provinciale 04/06/2004).

### Simboli
Lo stemma comunale e il gonfalone sono stati concessi con decreto del presidente della Repubblica del 6 ottobre 1953.
Il gonfalone è un drappo di azzurro.

## Monumenti e luoghi d'interesse

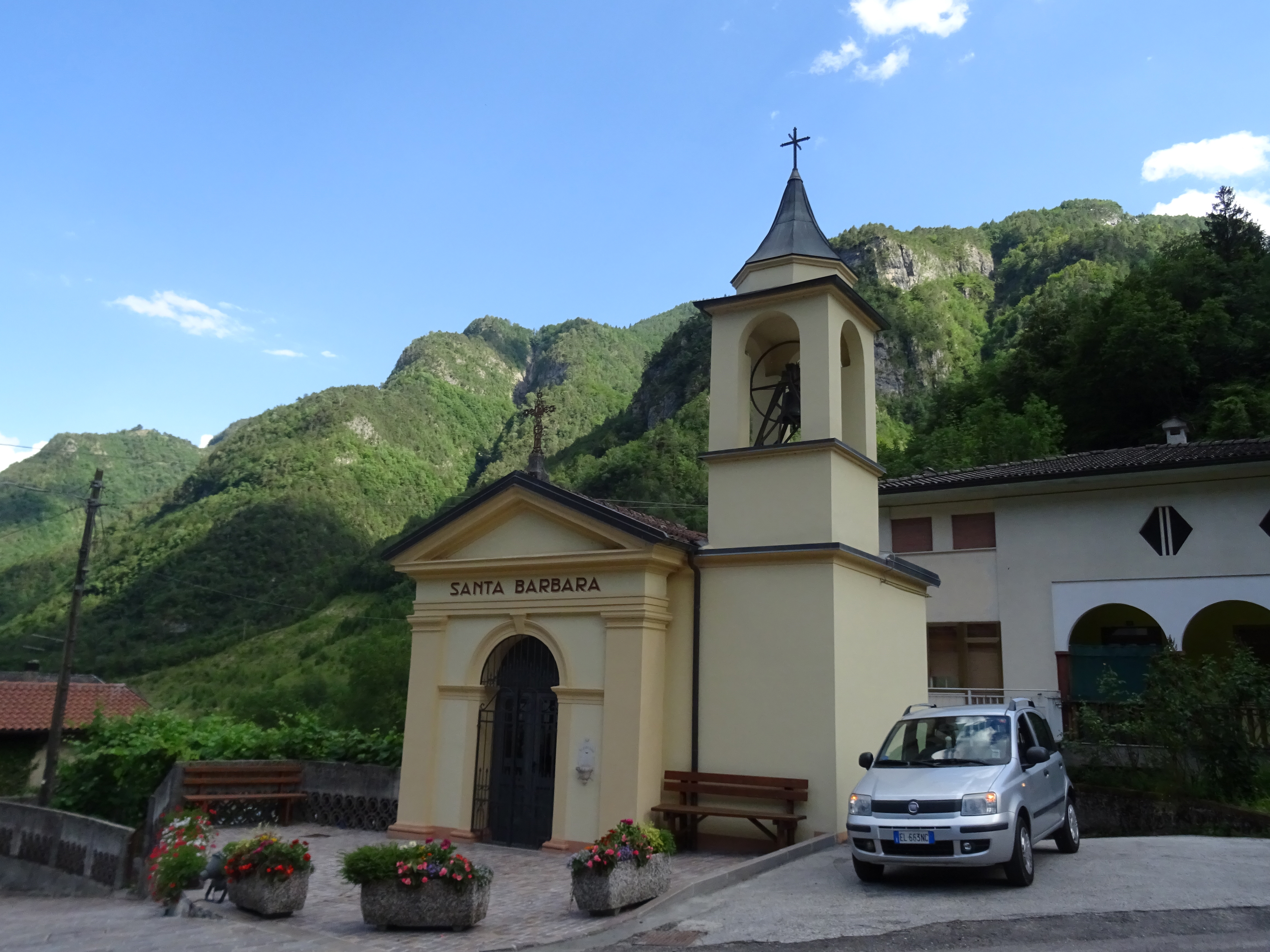
L'oratorio di Santa Barbara in località Giaconi

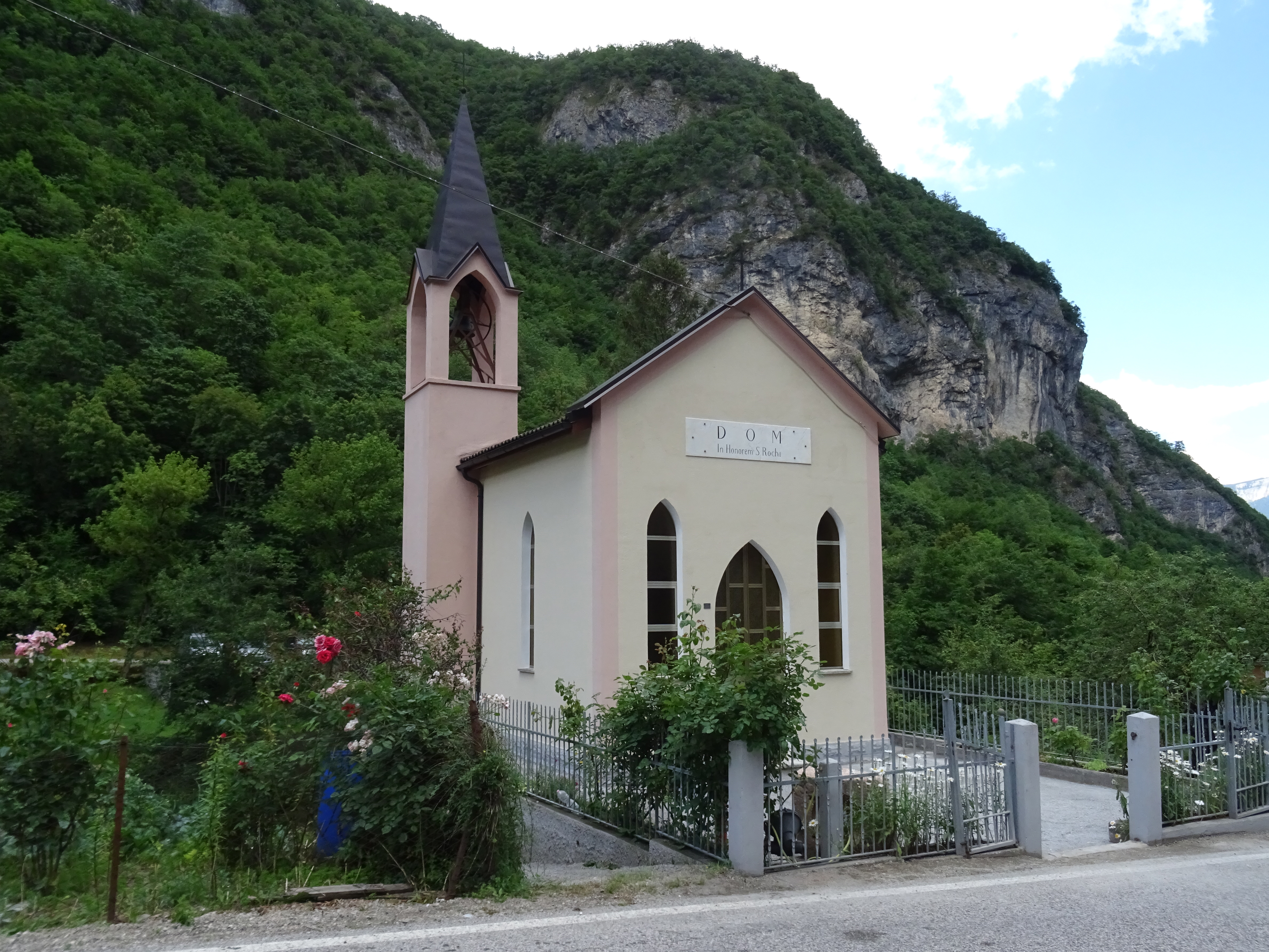
L'oratorio di San Rocco in località Busatti

### Architetture religiose
Chiesa parrocchiale di San Marco Evangelista, nel capoluogo
In origine, pur esistendo un oratorio intitolato ai santi Fermo e Rustico, i lastaroli frequentavano la chiesa curaziale di San Sebastiano, oggi frazione di Folgaria. Dopo lo spostamento del paese, nel 1760 il governo veneziano fece costruire l'odierna chiesa di San Marco - il nuovo abitato veniva chiamato Case Nuove di San Marco -  innalzata a parrocchiale nel 1765.
L'edificio attuale, di stile romanico ad una navata e con tre altari, che sostituì il precedente distrutto durante la prima guerra mondiale ma spostato dall'area dell'attuale piazza all'altura sovrastante, fu costruito nel 1925, inaugurato nel 1926 e consacrato nel 1946. Tra le opere degne di nota: la tela del presbiterio, con San Marco che predica ad Alessandria d'Egitto di Giovanni Dandolo (1926) e lo sportello del tabernacolo, realizzato nel 1954 nella bottega di Gino Legnaghi; la vetrata dell'abside, con San Francesco d'Assisi, è stata realizzata nel 1984 da artisti triestini.
Oratorio di San Fermo e Rustico, ai Fiorentini
Oratorio di San Rocco, in contrà Busatti
Chiesa di Santa Barbara, in contrà Giaconi
Tutti e tre distrutti durante la prima guerra mondiale e successivamente ricostruiti.
Oratorio di San Prosdocimo vescovo, in contrà Posta di Lastebasse
Molto antico, secondo il Maccà, e ricostruito più volte da manodopera locale, dal 1961 è curazia autonoma, con annesso cimitero.

### Località di interesse storico-naturalistico

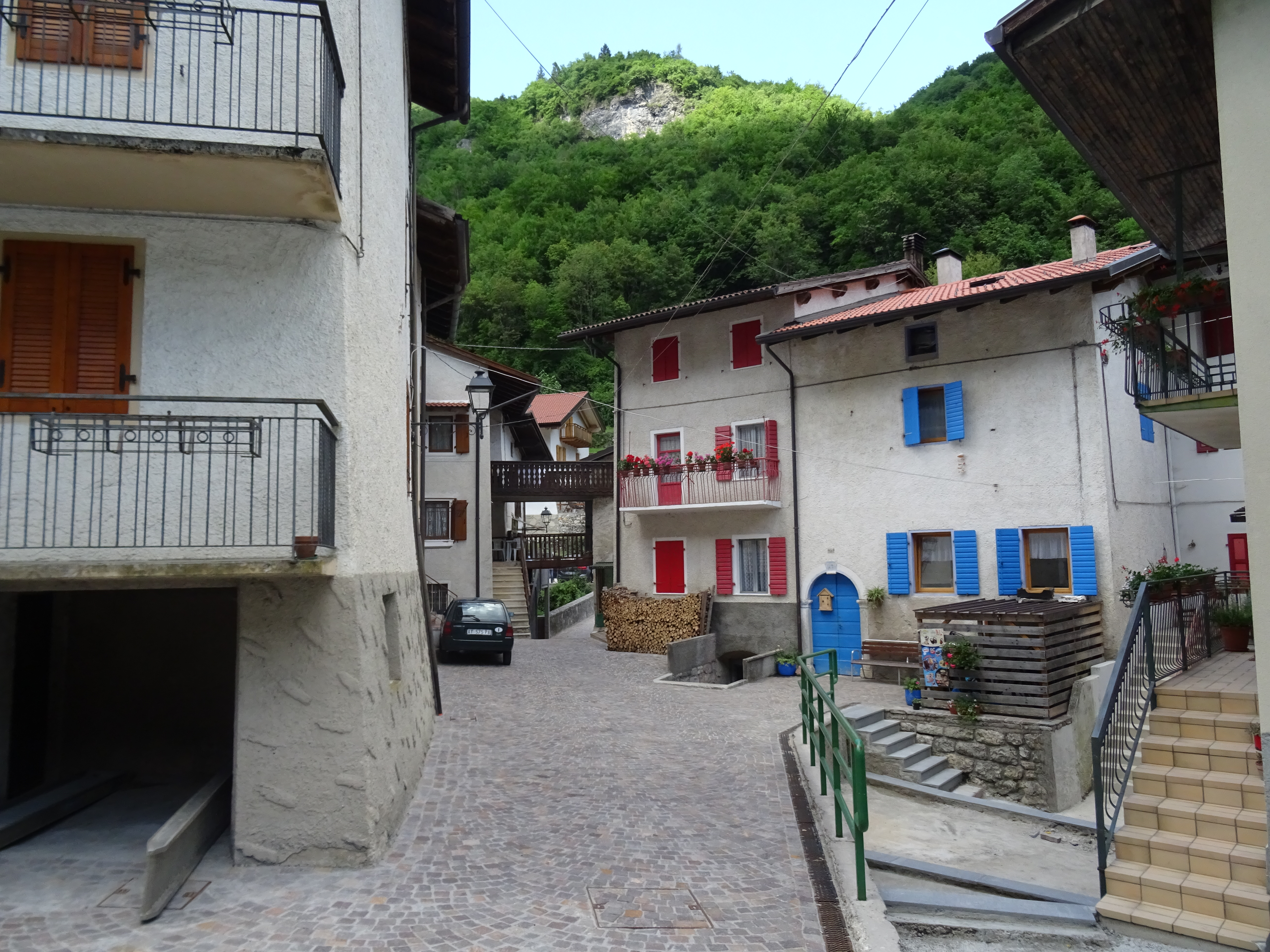
Busatti

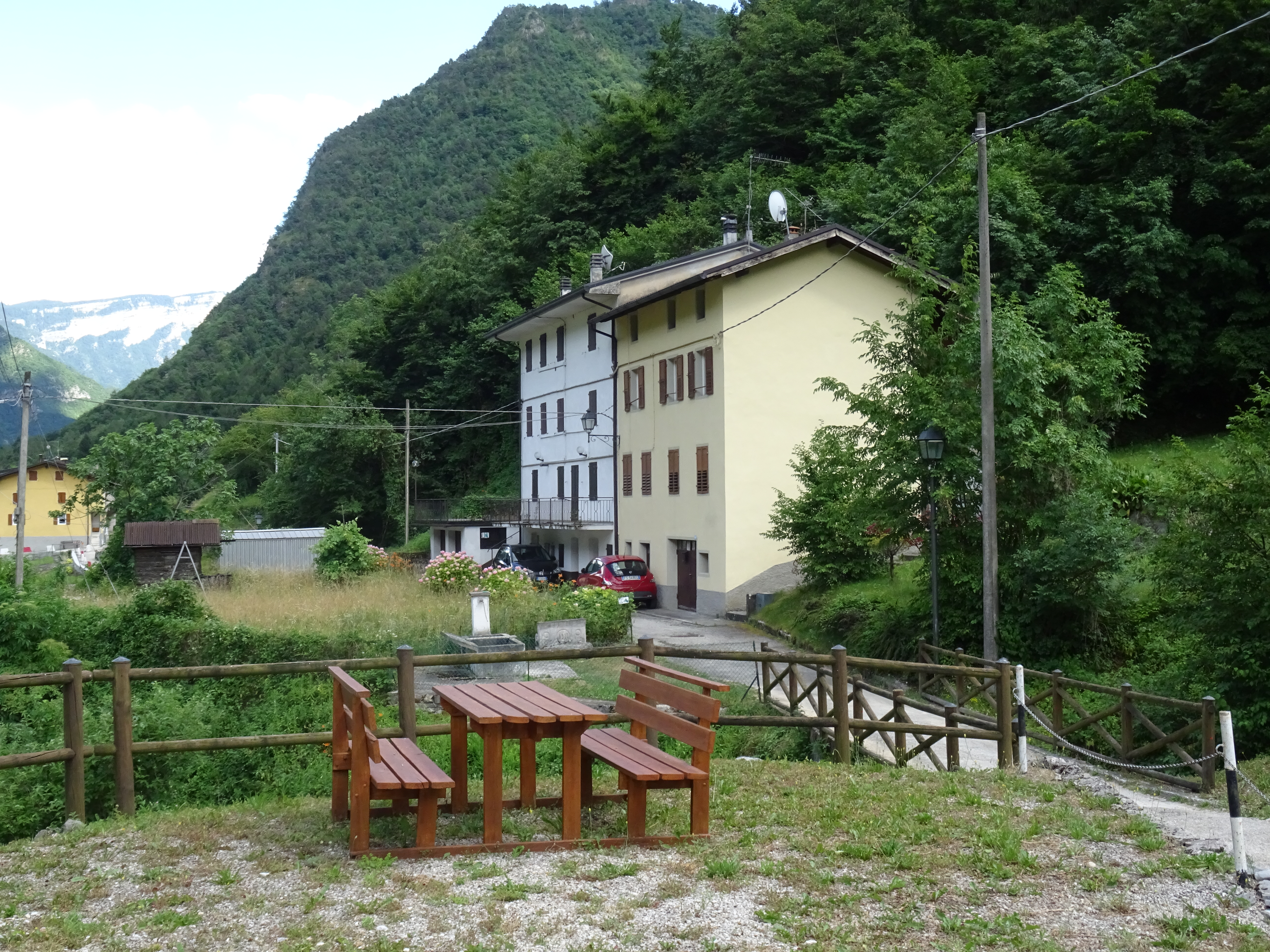
Località Pikel

Contrà Busatti
Una delle località più pittoresche e interessanti della Val d'Astico. Le sue tipiche case ordinate e pulite, allineate lungo il torrente, che proprio qui muoveva fino al 1915 gli antichi mulini, sorge là dove correva il confine (una famiglia possedeva l'abitazione in Italia e la stalla in Austria: l'attuale Taverna Clara). Ancor oggi si vedono il lungo edificio della dogana italiana e, pochi metri più a monte, quello della dogana austriaca, diversi nello stile. A quei tempi Busatti era una contrada piena di vita, favorita dal contrabbando e animata da molte tose che non sdegnavano di tener compagnia ai finanzieri.
Cippo Austriaco
Al termine della contrada Busatti è stato trovato un cippo in pietra che ricorda l'impresa militare dell'arciduca Carlo d'Asburgo-Lorena, che il 2 maggio 1916 oltrepassò il confine italiano, nel luogo dove qualche settimana più tardi avrebbe preso il via la Strafexpedition. A Carlo, frattanto divenuto Imperatore, è dedicato anche il monumento scolpito su monolito di roccia locale, rinvenuto semisommerso dalla terra e dai detriti in località "Busa del Coston" ai Fiorentini e ora posizionato presso il Rifugio Coston.
Cascata della Val Civetta
Situata nei pressi di contrà Giaconi, presenta uno spettacolo grandioso e insolito nelle montagne vicentine. Sotto il salto della Civetta, sono ancora visibili parte della roggia e i resti di un maglio battiferro che operò fino al 1909, poi sostituito da un mulino con annessa segheria operante fino al 1936, soppiantato infine dai mulini a cilindro della pianura.
Cascata del Plazar
Nei pressi di contrà Pom.
Acqua Negra
Corso d'acqua che scorre non lontano dal Ponte Nuovo, la zona artigianale di Pedemonte.
Fiorentini (m. 1490).
Una delle località più rinomate dell'altopiano di Folgaria che si stende sulla destra dell'Astico. Alla bellezza paesaggistica unisce numerosi motivi di richiamo di carattere storico.
L'antica "osteria del Fiorentino" sorgeva sul confine italo-austriaco. Da qui nel maggio del 1916 presero le mosse le truppe austriache per occupare Tonezza e colpire dall'alto Arsiero. Da qui per sentieri si raggiungono i luoghi famosi delle battaglie (Monte Coston, Soglio d'Aspio, Costa d'Agra, Campomolon). Per arrivare - per strada - ai Fiorentini è necessario salire per Carbonare e San Sebastiano.
Un tempo vi salivano diversi sentieri, quasi completamente abbandonati negli anni sessanta, dopo la costruzione delle "Direttissima", e in seguito riscoperti dal CAI di Thiene. A piedi i Fiorentini possono essere raggiunti da Lastebasse, da Busatti, da Giaconi, da contrada Posta con percorsi di due-tre ore e dislivelli di 800-900 metri.
Soglio d'Aspio (m. 1420)
Uno dei capisaldi della resistenza italiana quando nel 1916 si scatenò l'offensiva austriaca; è raggiungibile a piedi sia da Lastebasse che da Busatti per sentiero.

## Società

### Evoluzione demografica
Abitanti censiti

## Cultura

### Istruzione
Nel Comune di Lastebasse non vi sono scuole; gli alunni vengono trasportati ai plessi di Valdastico o di Pedemonte.

## Geografia antropica
Nel Comune di Lastebasse vi sono una sola frazione, Posta, e tre località: Busatti, Montepiano e Fiorentini. Tutti gli abitati sono in fondovalle, eccetto i Fiorentini a 1460 m.s.m.

## Economia
Nella prima metà del Novecento i 600 abitanti vivevano di una modestissima agricoltura di fondovalle (frumento, orzo, segala, legumi, patate, pochi alberi da frutto), dello sfruttamento dei pascoli e dei boschi e dell'apporto fornito dai compaesani emigrati.
Nel corso del tempo l'agricoltura ha reso sempre meno, i pochi mulini e le attività artigianali sono spariti, gli emigrati non hanno fatto ritorno; la bassa natalità ha reso il paese sempre più caratterizzato da una popolazione di adulti - che vanno a lavorare altrove - e di anziani. Durante l'estate, specialmente ai Fiorentini, si sono sviluppate iniziative turistiche.

## Amministrazione
| Periodo        | Periodo        | Primo cittadino    | Partito                              | Carica  | Note |
| -------------- | -------------- | ------------------ | ------------------------------------ | ------- | ---- |
| 8 giugno 1985  | 2 giugno 1990  | Giuseppe Giacon    | lista civica                         | Sindaco |      |
| 2 luglio 1990  | 24 aprile 1995 | Filiberto Freddini | DC                                   | Sindaco |      |
| 24 aprile 1995 | 14 giugno 1999 | Emilio Leoni       | lista civica                         | Sindaco |      |
| 14 giugno 1999 | 14 giugno 2004 | Emilio Leoni       | lista civica                         | Sindaco |      |
| 14 giugno 2004 | 8 giugno 2009  | Davide Giacon      | lista civica                         | Sindaco |      |
| 8 giugno 2009  | 26 maggio 2014 | Emilio Leoni       | lista civica Alleanza per Lastebasse | Sindaco |      |
| 26 maggio 2014 | 27 maggio 2019 | Emilio Leoni       | lista civica Alleanza per Lastebasse | Sindaco |      |
| 27 maggio 2019 | in carica      | Emilio Leoni       | lista civica Unione lastarolla       | Sindaco |      |